# Старшеклассницы (манга)
«Старшеклассницы» (яп. 女子高生 Дзёсико:сэй, Старшеклассницы) — японская комедийная манга, автором которой является Това Осима. Впервые начала публиковаться издательством  Futabasha в еженедельном журнале Weekly Manga Action с 2001 года. Однако с 2004 года манга начала издаваться в журнале Comic High!. Манга выпускалась на территории США компанией DrMaster на английском языке под названием Girl's High
На основе сюжета совместно студиями ARMS, Genco и  Geneon был выпущен аниме-сериал под названием Joshikōsei Girl's High (яп. 女子高生 GIRL'S-HIGH Дзёсико:сэй га:рудзу хай), который транслировался по телеканалу Chiba TV с 3 апреля по 19 июня 2006 года.
В конце сентября 2006 года была выпущена видео-игра для PlayStation 2 под названием Joshikōsei Game's High (яп. 女子高生 GAME'S-HIGH!! Дзёсико:сэй гэ:мудзу хай'') 

## Сюжет
Действие разворачивается вокруг новых школьниц — Эрико Такахаси, Аяно Сато и Юмы Судзики, которые поступают в высшую школу для девушек. Они ожидают, что теперь будут учиться в элитном школьном заведении. Однако не всё так гладко, как оказалось, раздевалки в запущенном состоянии, шкафчики всегда грязные. Главные героини быстро ссорятся с новыми одноклассницами. А тут их другая группа новичков принимают за опытных школьников и начинает приставать к ним за помощью и вопросами.

## Список персонажей
Эрико Такахаси (яп. 高橋 絵里子 Такахаси Эрико) — главная героиня истории. Несмотря на свои отличные оценки очень неуклюжая и слаба в спорте. Очень часто поневоле попадает в ситуации эротического характера из-за чего Одагири долгое время шантажировал её. Эрико очень любопытная и всегда стремится узнать о проблемах других людей. Очень боится уколов.
Сэйю: Хитоми Набатамэ
Юма Судзуки (яп. 鈴木 由真 Судзуки Юма) — подруга Эрико со средней школы. Когда только познакомились, были в плохих отношениях, но узнав о общих интересах стали хорошими друзьями. У неё очень плохие оценки в школе. У Юмы есть младшая сестра по имени Момока. Она также самая вспыльчивая из всех героинь, очень любит веселиться.
Сэйю: Масуми Асано
Аяно Сато (яп. 佐藤 綾乃 Сато: Аяно) — лучшая подруга Юмы. Представляет собой инженю в группе главных героинь, носит очки. Хотя, несмотря на свою невинную личность у Аяно всё время эротические фантазии. В отличие от остальных у Аяно есть постоянный бойфренд — Таканори Симотакатани. Часто становится жертвой публичного проявления любви.
Сэйю: Мамико Ното
Акари Кода (яп. 香田 あかり Ко:да Акари) — богатая девушка, носит украшения дизайнеров Gucci, Cartier и Prada. Она также поначалу видела Эрико как соперницу но быстро дружится с ней. Мечтает стать знаменитой актрисой используя всю свою энергию и актёрство. Имеет странную привычку надевать очень странную одежду, чтобы привлечь к себе внимание, а потом переодеться в обычную.
Сэйю: Сацуки Юкино
Кёко Химэдзи (яп. 姫路 京子 Химэдзи Кё:ко) — подруга Акари и девушка, потерявшая свою девственность по той причине, что позволяет парням с лёгкостью «овладевать ей». Когда-то страдала избыточным весом, но благодаря её поклонникам у неё появился стимул похудеть. У Химэдзи самая большая грудь из всех главных героинь.
Сэйю: Кёко Хиками
Икуэ Огава (яп. 小川 育恵 Огава Икуэ) — лучшая подруга Кёко. Она симпатичная и миниатюрная девушка, по своему поведению похожа на маленького ребёнка. Очень любит шалить как маленький ребёнок, конфеты и много спать. Икуэ дочь владельца магазина аптеки.
Сэйю: Сава Исигэ
Момока Судзуки (яп. 鈴木 桃香 Судзуки Момока) — младшая сестра Юмы и ненавидит сестру и её друзей но позже дружится со всеми. Её ошибочно принимают за знаменитость и та воспользовавшись этим стала манипулировать людьми и флиртовать с парнями. Отказалась идти учиться в ту же школу, что и Юма, так как ненавидела её. Несмотря на то, что на словах ей не нравится Юма, в глубине сердца она горячо любит её. После того, как она восстанавливает дружественные отношения с Юмой, отправляется учиться в ту же школу, что и она.
Сэйю: Ай Симидзу
Юитиро Одагири (яп. 小田桐 雄一郎 Одагири Ю:итиро:), прозвище  (яп. アイドル小田桐 Айдору Одагири) — молодой учитель физики. Верит, что из-за этого он должен быть самым привлекательным в школе. Долгое время Химэдзи была влюблена в него.
Сэйю: Мицуаки Мадоно
Юрика Кинаси (яп. 木梨 由利香 Кинаси Юрика) — старшая сестра Юмы и Момоки, состоит в браке. Несмотря на то, что по отношению к мужу и дочерям она очень добрая, рядом с сёстрами начинает вести себя как тиран, заставляя их заниматься домохозяйством для приобретения ими опыта. У неё есть две дочки, одна дошкольница, вторая новорожденная.

## Список серий аниме
| Серия | Катакана                                                 | Английское название                              | Дата выхода     |
| ----- | -------------------------------------------------------- | ------------------------------------------------ | --------------- |
| 01    | 女子高生はバカである。                                   | High School Girls Are Idiots                     | 3 апреля, 2006  |
| 02    | 身体検査は乙女の恥じらいの薫り。                         | Physical Exams... The Scent of a Woman's Shyness | 10 апреля, 2006 |
| 03    | 恋して、ダマして、ラブホテル?                            | Love, Deception, and a Love Hotel?               | 17 апреля, 2006 |
| 04    | 祝!咲女はいまだにブルマーです。                          | Hooray! We Still Wear Bloomers At Sakijo!        | 24 апреля, 2006 |
| 05    | 水着と美少女とマッチョな先生。                           | Swimsuits, A Hot Girl, And A Macho Teacher       | 1 мая, 2006     |
| 06    | 亀裂。                                                   | Rift                                             | 8 мая, 2006     |
| 07    | 間違って教え子をナンパすると大変なことになるという実例。 | A Terrible Example of the Consequences...        | 15 мая, 2006    |
| 08    | ウチらも昔は若かった。～バック・トゥ・ザ・数年前～       | Long Ago, We Were Young Too                      | 22 мая, 2006    |
| 09    | さらば!香田あかり。                                      | Farewell! Akari Kouda                            | 29 мая, 2006    |
| 10    | メガネ!メガネ!メガネ!                                    | Glasses! Glasses! Glasses!                       | 5 июня, 2006    |
| 11    | 咲女悲恋譚。～想い、歳月を超えて～                       | Tales of Tragic Love At Sakijo                   | 12 июня, 2006   |
| 12    | バカ、果てしなくバカ。                                   | Stupidity, Never Ending Stupidity                | 19 июня, 2006   |

## Критика
Представитель сайта Anime News Network отметил, что после просмотра сериала многие бы отметили, что он имеет много общего с Azumanga Daioh, впрочем, сериал, о котором идёт речь, по мнению критика, получился не таким смешным и даже более предсказуемым, с другой стороны, здесь изобилует фансервис, который не делает сериал интереснее и, наоборот, может вызвать у многих зрителей отторжение. Главные героини неинтересные и однотипные. Сериал предназначен исключительно для любителей Azumanga Daioh.

## Музыка
Открытие
- Kirameku исполняет: Ёдзука

Концовка
- incl. исполняет: Мэгуми Хината